# Barbe de Verrue
Barbe de Verrue est un personnage des Poésies de Clotilde, une supercherie littéraire de la fin du XVIIIe siècle. Barbe de Verrue y est décrite comme une trouveresse française du XIIIe siècle.

## Les Poésies de Clotilde
Le personnage apparaît dans les Poésies inédites de Marguerite-Eléonore Clotilde de Vallon et Chalys, depuis Madame de Surville, poète français du XVe siècle, un recueil de poésie publié au XIXe siècle et attribué à Clotilde de Surville, qui aurait vécu au XVe siècle.

## Le personnage Barbe de Verrue
Barbe de Verrue est décrite comme une trouvère française du XIIIe siècle, une enfant adoptée, et une auteur-compositeur-interprète à succès.
Ses chansons abordent le thème de Griseldis, un poème intitulé « Gallic Orpheus » sur le peuple gaulois et un second poème, « Aucassin and Nicolette ».
Voici un extrait :

« Voyd son hyver venir li sages

Come al fins biau jor, belle nuict ;

Scet que sont roses por toz ages

Si por toz ages sont ennuict. »

Son travail est décrit comme vivant et gai, sans être nécessairement romantique.

## Hommages
Barbe de Verrue figure parmi les 999 femmes, figures mythiques ou historiques, du socle de l'installation The Dinner Party de l'artiste féministe Judy Chicago.